# Talk That Talk
Talk That Talk (с англ. — «Болтовня») — шестой студийный альбом барбадосской певицы Рианны, выпущенный 18 ноября 2011 года на лейбле Def Jam Recordings. Был записан во время путешествия в период с февраля по ноябрь 2011 года и первоначально планировался как переиздание ее предыдущего студийного альбома Loud (2010). В качестве исполнительного продюсера Рианна привлекла широкий спектр продюсеров, включая Alex da Kid, Calvin Harris, Chase & Status, No I. D. и StarGate, чтобы достичь желаемого звучания. Так же как и Loud, Talk That Talk - танцевальный альбом в стиле поп-музыки и R&B с элементами хип-хопа, дабстепа, электронной и хаус-музыки.
Talk That Talk дебютировал на третьем месте в американском Billboard 200 со 198 тыс. копиями, проданными в первую неделю, и 1,150 миллиона копиями, проданнымих в Соединенных Штатах к июню 2015 года. Альбом также достиг первого места в Австрии, Новой Зеландии, Норвегии, Швейцарии, а также вВеликобритании, где дебютировал на первом месте в чарте альбомов, продав 163 000 копий в первую неделю. По состоянию на апрель 2012 года, альбом был сертифицирован британской фонографической индустрией (BPI) как трижды платиновый за тираж в 900 000 копий. По данным Международной федерации фонографической  (IFPI), Talk That Talk стал девятым мировым бестселлером 2011 года. По состоянию на март 2013 года, альбом был продан с продажами более 5,5 миллионов копий по всему миру.FPI

## Об альбоме
После выхода предыдущего студийного альбома Рианны, Loud (2010), певица сообщила через Twitter, что альбом будет переиздан с новыми песнями и выпущен осенью 2011 года. В сентябре 2011 года Рианна сообщила в Twitter, что, планы по переизданию Loud были отменены.
В интервью Mixtape Daily продюсер Вирс Симмондс и участник дуэта The Jugganauts, который написал и спродюсировал регги-песню "Man Down" из Loud, сказал, что певица близится к завершению своего шестого студийного альбома в августе 2011 года. Они также сказали, что они сочинили два трека для возможного включения в альбом, а также выразил заинтересованность в написании третьей песни. 15 Сентября 2011 Года, Рианна подтвердила через свой официальный аккаунт в Твиттере, что запись альбома действительно идет полным ходом.
5 ноября 2011 года Рианна подтвердила на своей странице в Facebook о том, что в окончательный список композиций её нового альбома «Talk That Talk» вошли 14 песен. Все композиции были названы, но не в том порядке, в котором будут представлены в альбоме. Список композиций был оглашён в блоге Urban Bridgez.

## Выпуск и продвижение
"We Found Love" была первой исполненной песней с альбома, так как впервые она была исполнена 14 ноября 2011 года в Лондоне, в туре Рианны Loud Tour (2011).17 ноября 2011 года Рианна исполнила песню в первом сезоне The X Factor USA. 20 ноября 2011 года Рианна исполнила песню на восьмом сезоне The X Factor UK.12 февраля 2012 года Рианна исполнила песню "We Found Love" на церемонии вручения премии Грэмми 2012 года в Стэйплс-центре в Лос-Анджелесе, за которой последовал ее дуэтный сингл "Princess of China" с Coldplay в первый раз ,  позднее в том же месяце, певица исполнила песню на церемонии BRIT Awards 2012, состоявшейся 21 февраля 2012 года на O2 Arena в Лондоне.
Первое выступление Рианны с песней "Talk That Talk" состоялось на шоу Джонатана Росса в Великобритании, которое вышло в эфир 3 марта 2012 года. Певица исполнила сольную версию трека, а также дала интервью.13 февраля 2012 года Рианна впервые выступила на благотворительном вечере "Where Have You Been" в прямом эфире на благотворительном вечере "Post-Grammy" вместе с "We Found Love".15 апреля 2012 года Рианна исполнила песню на фестивале музыки и искусств Coachella Valley вместе с "We Found Love". Она не была официальным исполнителем на фестивале, но она присоединилась к Кельвину Харрису на его съемочной площадке.

## Синглы
Композиция «We Found Love» при участии Кельвина Харриса была выпущена в качестве основного сингла с альбома. Премьера сингла состоялась 22 сентября 2011 года на британской радиостанции Capital FM, как и выпуск песни в коммерческую реализацию через магазин iTunes. Песня была отправлена на американские мейнстрим-радиостанции 11 октября 2011 года. Композиция получила смешанные отзывы музыкальных критиков, часть из которых хвалила структуру песни и вокал Рианны, другая — подвергла критике повторение одних и тех же слов в тексте, который уступает музыкальному ряду Харриса. Съёмки видеоклипа прошли 26 сентября 2011 года в поле близ города Бангор, Северная Ирландия. Песня «We Found Love» вошла в тройку лучших синглов в Австралии, Норвегии и Новой Зеландии, а также в других странах. Кроме того, 11 ноября 2011 года был выпущен второй сингл «You da One», который спустя несколько недель вылетел из чарта Billboard, и клип которого был подвержен серьёзной критике. 17 января певица объявила о выходе нового сингла «Talk That Talk», к которому не было снято видеоклипа. В свой день рождения, 20 февраля, Рианна выложила в интернет свой ремикс на песню «Birthday Cake» при участии бывшего бой-френда Криса Брауна. 6 марта Рианна написала в твиттере, что снимает клип на песню «Where Have You Been». Мировая премьера клипа состоялась 30 апреля на VEVO. Шестым синглом с альбома стал ремикс на песню «Cockiness (Love It)» при участии американского репера ASAP Rocky.

## Критический прием
Альбом получил в целом положительные отзывы от критиков. На Metacritic, который присваивает нормализованный рейтинг из 100 обзоров от основных изданий, альбом получил средний балл 64, основанный на 27 обзорах. Энди Келлман из AllMusic назвал его "третьим лучшим альбомом Рианны на сегодняшний день"... позади Good Girl Gone Bad (2007) и Rated R (2009)".
В смешанном обзоре Рэндалл Робертс из Los Angeles Times выразил недовольство темами альбома и заявил: "певец работает на территории NC-17, но дерзость иногда граничит с психом. С прицелом на среднюю Америку, это в основном просто инсинуация." Грег кот из Chicago Tribune приготовил свои "двойные или одиночные антендры" и почувствовал, что это создает впечатление "маленького мягкого порнофильма." Энди Гилл из Independent сказал, что Рианна в основном "изо всех сил пытается утвердить свой вокальный характер против моря эффектов". Мэттью Коул из Slant Magazine раскритиковал его как "худший альбом Рианны". Линдси Золадз из Pitchfork написала, что альбом "слишком сильно пытается отправить более одномерное сообщение", чем другие поп-исполнители в 2011 году, добавив ,что он "заканчивается падением". Прия Элан из NME сочла его "раздражающе безопасным" и написала, что "это оставляет у нас впечатление, что Рианна распространилась так тонко, что у нее нет времени на запись сплоченного альбома.

## Коммерческий прием
Альбом дебютировал на третьем месте в американском Billboard 200, с продажами первой недели в 198000 копий в Соединенных Штатах, немного ниже ее последнего альбома, который также дебютировал на третьем месте с 207000 копий. На второй неделе альбом был продан дополнительно в количестве 68,200 копий в Соединенных Штатах, опустившись до 7 места в чартах и доведя общий объем продаж до 266,400 проданных копий. 26 марта 2018 года, с самого начала, был сертифицирован 3-кратной платиной (RIAA). Было продано более 1,150,000 копий в США по состоянию на июнь 2015 года.
В Соединенном Королевстве альбом был сертифицирован платиновой (BPI) с продажами 300 000 копий после шести дней продажи. Talk That Talk дебютировали на первом месте в чарте альбомов Великобритании, с продажами более 163 000 копий за первую неделю.
Это был второй по величине продаваемый R&B / hip hop альбом 2011 года в Великобритании.12 августа 2012 года альбом вернулся на первое место в чарте альбомов Великобритании, с продажами 9,578 копий, что делает его самым продаваемым номером один в Великобритании с момента начала записи. Рекорд был побит 4 года спустя одноименным альбомом Blossoms, который разошелся тиражом 7 948 копий 19 августа 2016 года. По состоянию на март 2013 года, альбом было продано более 5,5 миллионов копий по всему миру.

## Список композиций
| №   | Название                                       | Автор(ы) | Продюсер(ы)      | Длительность |
| --- | ---------------------------------------------- | --- | ---------------- | ------------ |
| 1.  | «You da One»                                   | Лукаш Dr. Luke Готвальд, Робин Фенти, Джон Хилл, Генри Уолтер                                                     | Dr. Luke, Cirkut | 3:20         |
| 2.  | «Where Have You Been»                          | Лукаш Dr. Luke Готвальд                                                                                           |                  | 4:02         |
| 3.  | «We Found Love» (при участии Кельвина Харриса) | Кельвин Харрис | Кельвин Харрис   | 3:36         |
| 4.  | «Talk That Talk» (при участии Jay-Z)           | |                  | 3:29         |
| 5.  | «Cockiness (Love It)»                          | |                  | 2:58         |
| 6.  | «Birthday Cake»                                | |                  | 1:18         |
| 7.  | «We All Want Love»                             | |                  | 3:57         |
| 8.  | «Drunk on Love»                                | Миккель С. Эриксен, Тор Эрик Хермэнсен, Эстер Дин, Роми Крофт, Трэйси Хейл, Оливер Сим, Джейми Смит, Бэрия Куреши | StarGate         | 3:32         |
| 9.  | «Roc Me Out»                                   | |                  | 3:29         |
| 10. | «Watch n' Learn»                               | |                  | 3:31         |
| 11. | «Farewell»                                     | |                  | 4:16         |

| №   | Название       | Автор(ы)                | Длительность |
| --- | -------------- | ----------------------- | ------------ |
| 1.  | Без названия   | Лукаш Dr. Luke Готвальд |              |
| 12. | «Red Lipstick» |                         | 3:37         |
| 13. | «Do Ya Thang»  |                         | 3:43         |
| 14. | «Fool In Love» |                         | 4:15         |

## Чарты
| Чарт (2011)                     | Место |
| ------------------------------- | ----- |
| Australian Albums Chart         | 4     |
| Australian Urban Albums Chart   | 1     |
| Austrian Albums Chart           | 1     |
| Canadian Albums Chart           | 3     |
| Belgian Albums Chart (Flanders) | 3     |
| Belgian Albums Chart (Wallonia) | 6     |
| Danish Albums Chart             | 10    |
| Dutch Albums Chart              | 6     |
| Finnish Albums Chart            | 16    |
| French Albums Chart             | 2     |
| German Albums Chart             | 3     |
| Greek Albums Chart              | 5     |
| Hungarian Albums Chart          | 18    |
| Irish Albums Chart              | 2     |
| Italian Albums Chart            | 10    |
| Mexican Albums Chart            | 26    |
| New Zealand Albums Chart        | 1     |
| Norwegian Albums Chart          | 1     |
| Polish Albums Chart             | 2     |
| Portuguese Albums Chart         | 14    |
| Spanish Albums Chart            | 6     |
| Swedish Albums Chart            | 26    |
| Swiss Albums Chart              | 1     |
| UK Albums Chart                 | 1     |
| UK R&B Albums Chart             | 1     |
| US Billboard 200                | 3     |
| US R&B/Hip Hop Albums           | 1     |

## Хронология релиза
| Страна         | Дата           | Формат               | Лейбл           |
| -------------- | -------------- | -------------------- | --------------- |
| Австралия      | 18 ноября 2011 | CD, digital download | Universal Music |
| Германия       | 18 ноября 2011 | CD, digital download | Universal Music |
| Ирландия       | 18 ноября 2011 | CD, digital download | Universal Music |
| Польша         | 18 ноября 2011 | CD, digital download | Universal Music |
| США            | 21 ноября 2011 | CD, digital download | Def Jam         |
| Великобритания | 21 ноября 2011 | CD, digital download | Mercury         |
| Япония         | 23 ноября 2011 | CD, digital download | Universal Music |